# Bay View, Australien
Bay View är en del av en befolkad plats i Australien. Den ligger i kommunen Pittwater och delstaten New South Wales, i den sydöstra delen av landet, omkring 24 kilometer norr om delstatshuvudstaden Sydney.
Trakten är tätbefolkad. Närmaste större samhälle är Dee Why, omkring 10 kilometer söder om Bay View. Genomsnittlig årsnederbörd är 1 380 millimeter. Den regnigaste månaden är februari, med i genomsnitt 200 mm nederbörd, och den torraste är juli, med 36 mm nederbörd.